# Walteriella taiwana
Walteriella taiwana is een keversoort uit de familie soldaatjes (Cantharidae). De wetenschappelijke naam van de soort werd in 1999 gepubliceerd door Kasantsev.